# Artistas Intérpretes, Sociedad de Gestión
Artistes Intèrprets, Societat de Gestió (AISGE) és una entitat de gestió col·lectiva dedicada a la gestió de drets d'autor d'artistes de l'àmbit audiovisual (actors, ballarins, dobladors i directors d'escena). AISGE recapta drets pels següents conceptes:
- Còpia privada de fonogrames, videogrames i altres suports sonors i audiovisuals analògics o digitals.
- Comunicació pública d'actuacions artístiques en fonograma, obra o gravació audiovisual.
- Distribució mitjançant lloguer d'actuacions en fonogrames i audiovisuals.

Es va crear l'any 1990, el mateix any que va ser autoritzada pel Ministeri de Cultura com a entitat de gestió, en compliment de la Llei de Propietat Intel·lectual, mitjançant l'ordre de 30 de novembre de 1990. L'entitat va efectuar l'any 2004 l'última modificació dels seus estatuts. AISGE té sis delegacions d'atenció als socis a Madrid –on té domicili social– i a Barcelona, Santiago de Compostela, Donostia, Sevilla i València. La seu de la Fundació AISGE és a Madrid i cada delegació atén socis de les Comunitats autònomes més properes. Així, la delegació de Barcelona atén socis de Catalunya,
Aragó i Balears.